# Gmina Ćuprija
Gmina Ćuprija (serb. Opština Ćuprija / Општина Ћуприја) – gmina w Serbii, w okręgu pomorawskim. W 2018 roku liczyła 28 203 mieszkańców.